# Список залізничних станцій і роз'їздів України (Ю)
Список станцій Українських залізниць
| Станція   | Тип | Залізниця        | Дирекція | Код ЄМР | Код Експрес-3 | Рік заснування | Населений пункт | Експ. код |
| --------- | --- | ---------------- | -------- | ------- | ------------- | -------------- | --------------- | --------- |
| Юльянівка | зп  | Південно-Західна | 4-Кор    | 348163  | 2200357       | 1990-ті        | Юлянівка        |           |
| Юний      | зп  | Донецька         | 4-Деб    | 498816  | -             |                |                 |           |
| Юрицине   | зп  | Придніпровська   | 4-Кри    | 475710  | 2210309       |                |                 |           |
| Юрківка   | ст  | Південно-Західна | 3-Жме    | 331425  | 2200257       | 1870           | Юрківка         |           |
| Юсківці   | ст  | Південна         | 4-Пол    | 426606  | 2204541       | 1888           | Юсківці         |           |
| Юськівці  | зп  | Південно-Західна | 2-Каз    | 340212  | 2201027       |                | Юськівці        |           |